# 青岛湾

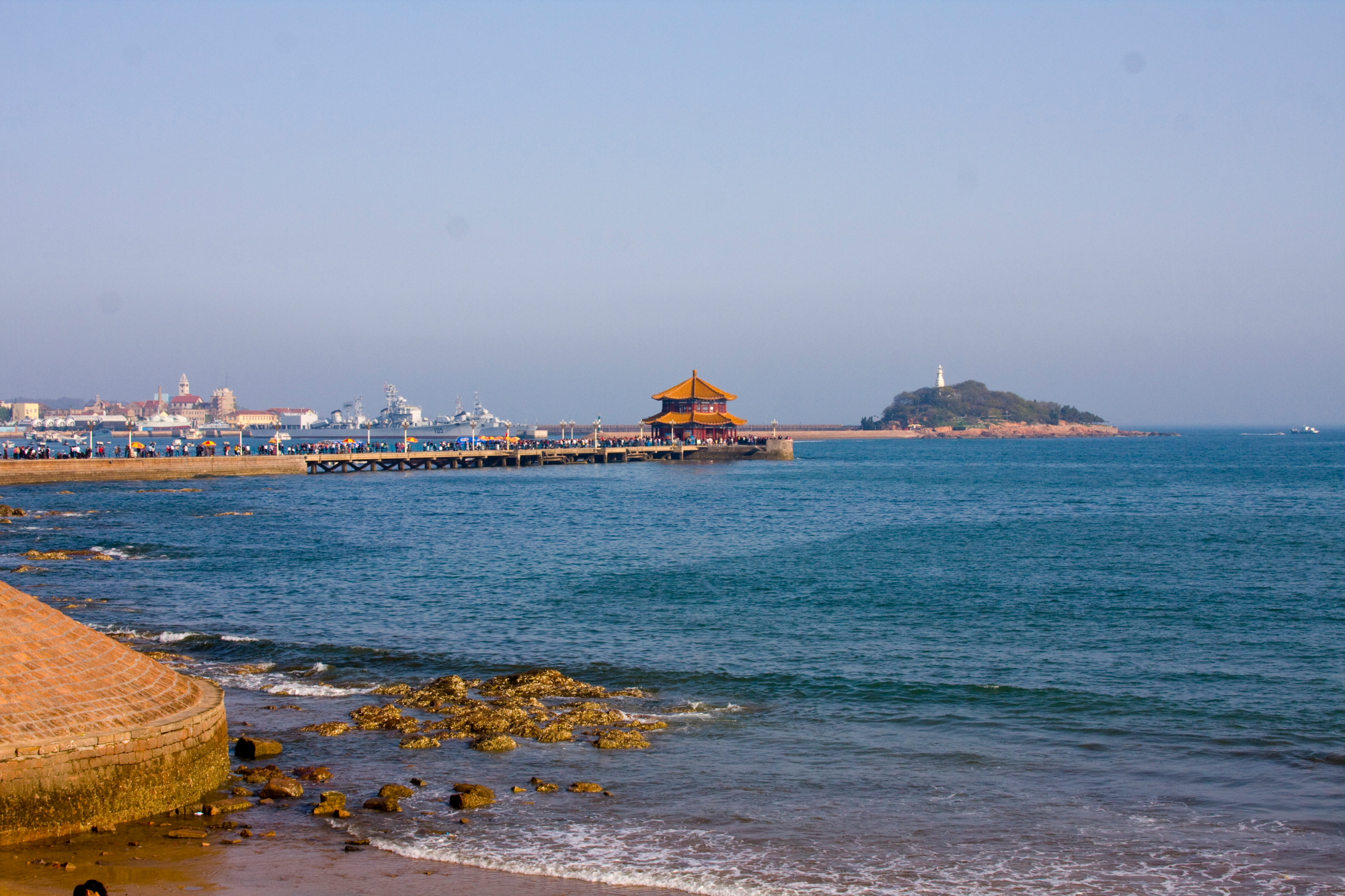
青岛湾内的栈桥与小青岛

青岛湾是中华人民共和国山东省青岛市市南区西部，紧邻旧市中心的一个半圆形海湾。这个海湾紧邻青岛老城区，其周边分布着众多青岛市区著名景点。

## 地理特征及海湾周边

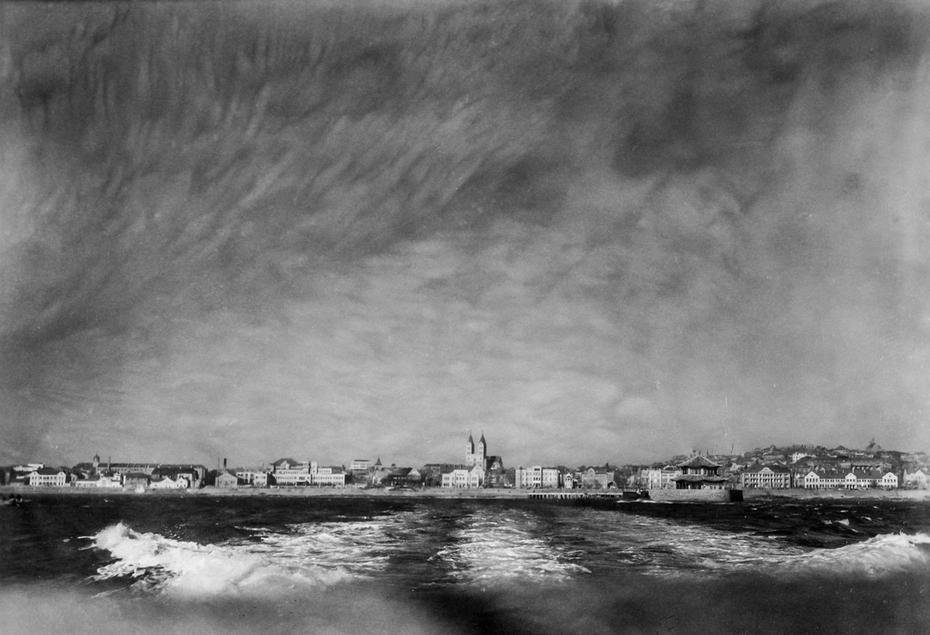
1940年代的前海沿远景

青岛湾海岸线西起八大峡周边，东至海军博物馆附近的海岬，西侧滨海街道为西陵峡路（1990年填海前为贵州路），北侧滨海街道为太平路，东侧为青岛市实验初级中学的校园及莱阳路8号地段。海湾沿岸多为人造堤坝，而在海湾北岸、栈桥附近，分布着约1500米的沙滩及礁石群，第六海水浴场便设在此处。
拥有白色灯塔的小青岛海湾东南侧，栈桥自海湾北岸延伸至海湾中心，桥头是一个二层中国式建筑回澜阁。栈桥与小青岛均为青岛市的标志性景观。
信号山、观海山、小鱼山等山头公园环绕海湾周边，都是观赏青岛湾景色的佳处。丘陵之间便是青岛的老城区、老街巷，其中海湾北侧的太平路内侧，即背倚观海山的总督府旧址和中山路商业区，是德国胶澳总督府重点经营开发的区域。老城区群山的坡地和高地上建有天主教堂和江苏路基督教堂 (青岛)，它们曾经和青岛火车站、公安局的钟楼一同构成青岛的城市天际线。在1990年代以前，天主教堂的双塔统治着青岛的天际线。此后由于兴建高层建筑，风貌已经有所改变。

## 海岸线的变迁

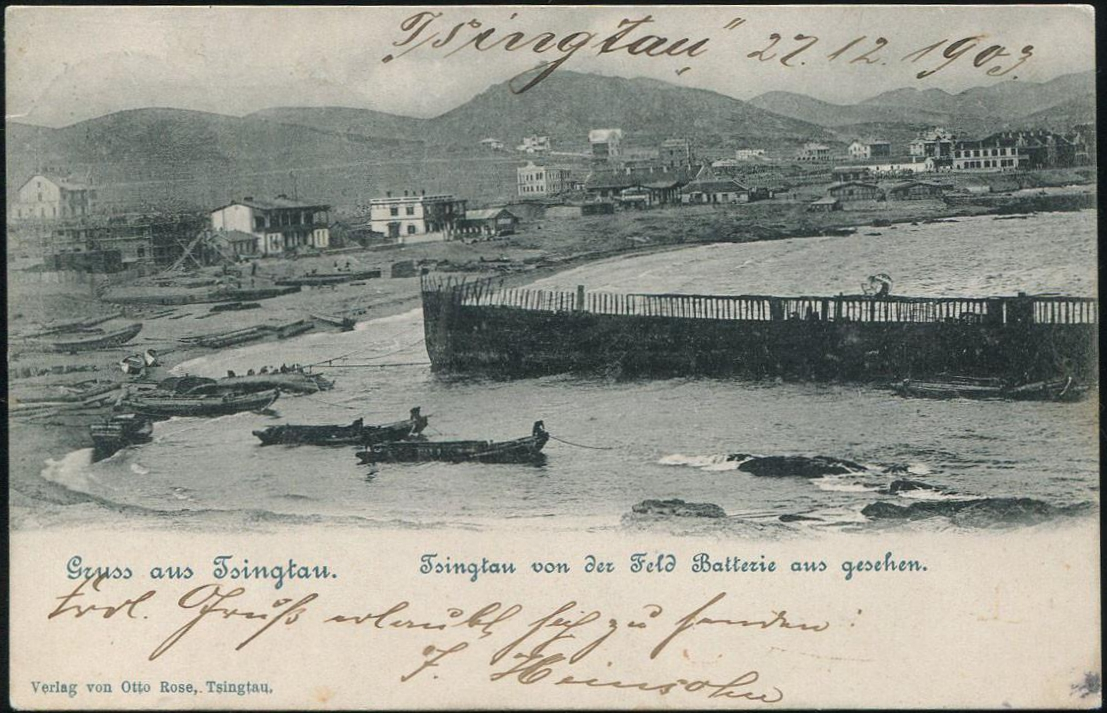
城市建设之初的海湾沿岸

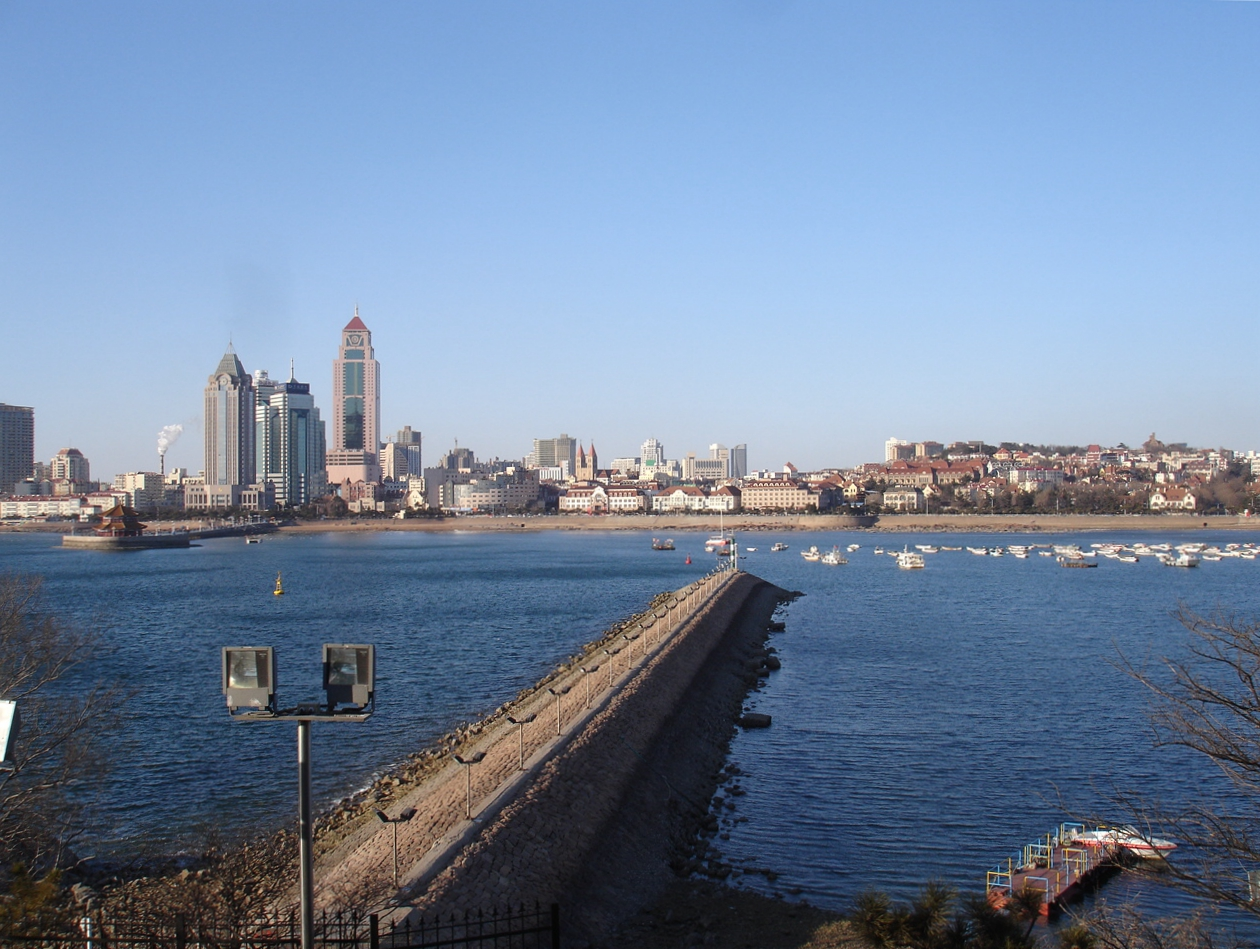
青岛湾北岸今貌

历史上，德占时期和日占时期的市政当局均称该海湾为“青岛湾”（德語：Tsingtau-Bucht）。
青岛湾的海岸线至19世纪末一直保持着自然状态。海湾的东北角曾有一段径流流入海湾，其入海口处曾是青岛开埠后形成的一处重要聚落“青岛口”（今大学路南端附近），而这个水体后来被一些学者命名为“青岛河”。
1892年章高元驻防青岛后，在海湾北岸建设了栈桥。1897年德军占领青岛后，德国人于1898年末在青岛湾周边开始大规模城市建设。1900年，在今莱阳路8号北侧附近建设了衙门桥（德語：Yamen Brücke）。同年，为防止海水由于台风等气象灾害上涨淹没沿岸城区，前海防波堤开始建设。至1901年12月，防波堤自今太平路江苏路路口至今太平路兰山路路口段基本完工，至1903年叶世克总督纪念碑竣工时正式完工。而该段以西至今太平路单县支路路口的堤坝则于1905年左右竣工。堤坝在建设中并未将海岸线向前推进，而是留出了一部分滩涂礁石地带。
自防波堤建成后，青岛湾沿岸海岸线长期基本保持不变。1930年代初，栈桥改建，桥身延长，南端加建防波堤及回澜阁。1941年，日军为将小青岛作为弹药库利用，建设了自岛屿东端至陆地的堤坝。
1949年之后，海湾东侧莱阳路8号区域由于被海军作为基地使用，曾进行过填海工程，原海岸线的沙滩和礁石被覆盖。海湾西侧贵州路及太平路西端一带也增建了堤坝。在1985-1990年的大规模填海工程中，海湾西侧的海岸线大幅度扩张，被称为“黑澜”（或称“黑栏”）的天然礁石群被覆盖。新填出的地段即为现在的“八大峡”。栈桥公园周边及其西侧的防波堤也经历了改建与扩建。1993年，在青岛第二中学（今青岛市实验初级中学）校园西侧，莱阳路8号北侧，原“青岛河”入海口处及天后宫南侧的一片海域被拦海坝围成人工潟湖。2010年至2012年，原潟湖位置被填平并改造为“奥特莱斯广场”。

## 相关条目

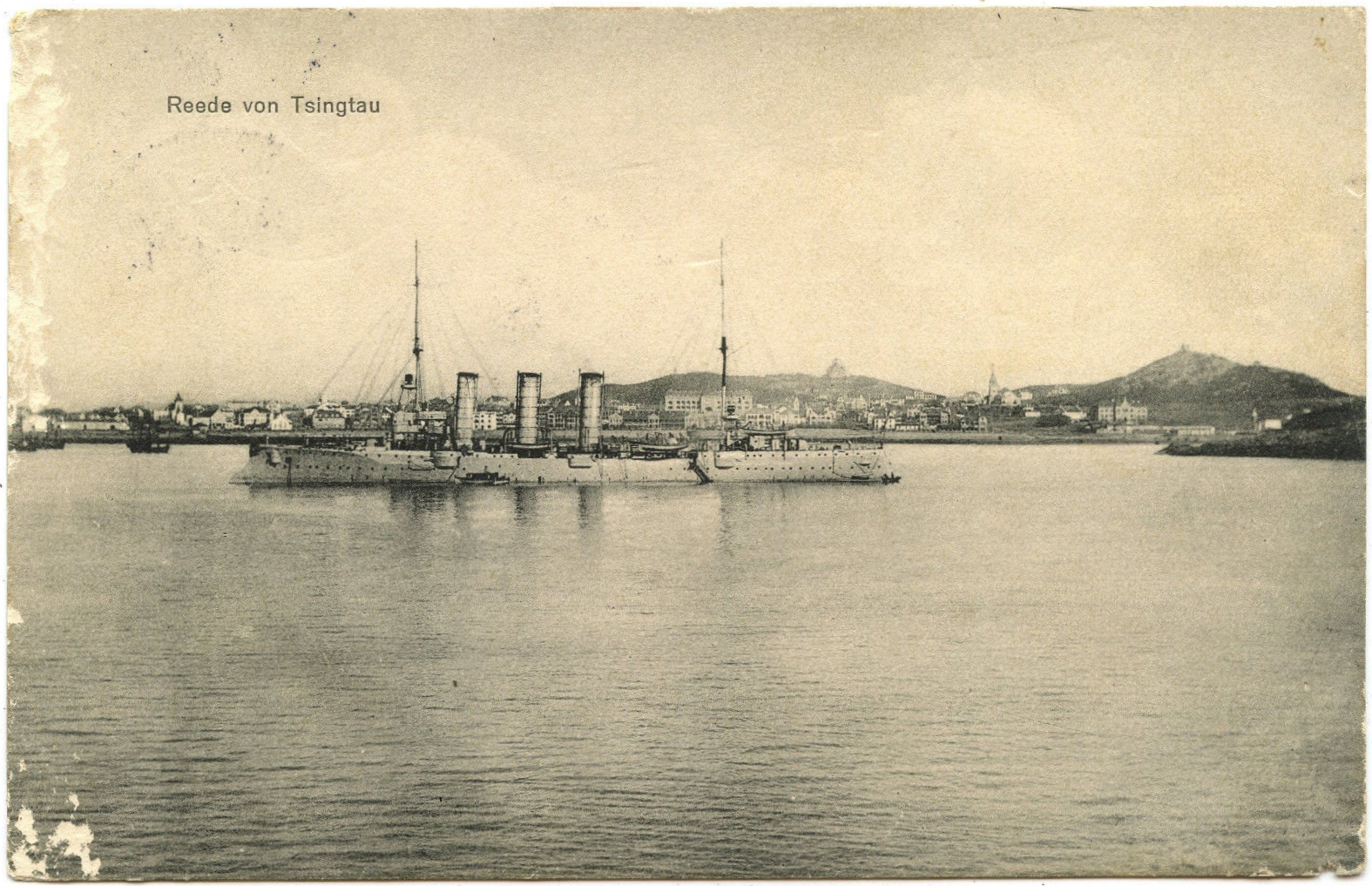
青岛湾中的德国军舰，1910年代